# Peperomia aristeguietae
Peperomia aristeguietae är en pepparväxtart som beskrevs av Steyermark. Peperomia aristeguietae ingår i släktet peperomior, och familjen pepparväxter. Inga underarter finns listade i Catalogue of Life.